# Federica Pellegrini
Federica Pellegrini (ur. 5 sierpnia 1988 w Mirano) – włoska pływaczka specjalizująca się w stylu dowolnym, złota i srebrna medalistka olimpijska, pięciokrotna mistrzyni świata i siedmiokrotna mistrzyni Europy na długim basenie, wielokrotna rekordzistka świata. Jako pierwsza kobieta w historii przepłynęła 400 m stylem dowolnym poniżej czterech minut.

## Kariera
Na igrzyskach olimpijskich w Atenach w 2004 roku zdobyła srebrny medal na 200 m stylem dowolnym. Jest zdobywczynią siedmiu medali mistrzostw świata w tej konkurencji, w tym trzech złotych (2009, 2011, 2017). Ma w swoim dorobku także osiem medali mistrzostw świata na krótkim basenie, w tym złoty, który zdobyła w 2016 roku na dystansie 200 m stylem dowolnym. Do jej osiągnięć należą również trzy medale mistrzostw Europy na krótkim basenie: złoty na 200 m (2005), srebrny na 400 m (2006) oraz brązowego na 400 m (2005). W półfinale mistrzostw świata w 2007 ustanowiła rekord świata na 200 m (1:56.47), który przetrwał do finału tej imprezy gdy pobiła go Laure Manaudou. Na mistrzostwach świata w Rzymie w 2009 zdobyła złoty medal na 400 m w stylu dowolnym oraz ustanowiła nowy rekord świata na tym dystansie (3:59:15), a trzy dni później ten wyczyn powtórzyła na dystansie dwukrotnie krótszym, poprawiając swój rekord świata ustanowiony dzień wcześniej w półfinale aż o 0,69 sek.
Na mistrzostwach Europy w Eindhoven zdobyła 3 medale: złoto i rekord świata na 400 m stylem dowolnym, oraz srebro i brąz w sztafetach 4 × 100 m i 4 × 200 m w stylu dowolnym.
Złota medalistka Igrzysk Olimpijskich w Pekinie w 2008 w wyścigu na 200 m stylem dowolnym.
Zdobyła dwa złote medale podczas mistrzostw świata 2009 rozgrywanych w Rzymie na dystansach: 200 i 400 metrów stylem dowolnym.
Na mistrzostwach Europy na krótkim basenie w 2009 roku, zdobyła złoty medal na 200 metrów stylem dowolnym bijąc zarazem swój wcześniejszy rekord świata i osiągając wynik 1:51,17. Rok później, w Eindhoven wygrała na 800 metrów stylem dowolnym.
Dwukrotnie odznaczona Orderem Zasługi Republiki Włoskiej (Oficer, 27 września 2004, Rzym oraz Komandor, 1 września 2008, Rzym).
W 2009 r. została wybrana najlepszą pływaczką na Świecie, a w latach 2009-2011 najlepszą pływaczką w Europie.
Była związana z Lucą Marinem, włoskim pływakiem. Obecnie jest związana z Filippo Magninim, innym pływakiem z tego kraju.

## Rekordy życiowe (basen 50 m)
Źródło: 
Stan na 13 kwietnia 2019
- 50 m stylem dowolnym: 25,47 s
- 100 m stylem dowolnym: 53,18 s
- 200 m stylem dowolnym: 1:52,98 – rekord świata
- 400 m stylem dowolnym: 3.59,15 – rekord Europy

## Szczegółowe wyniki

### Igrzyska olimpijskie
| Rok  | Miejsce | Konkurencja                           | Data        | Etap         | Czas       | Rk |
| ---- | ------- | ------------------------------------- | ----------- | ------------ | ---------- | -- |
| 2008 | Pekin   | 200 metrów stylem dowolnym            | 11 sierpnia | Kwalifikacje | 1:55,45 WR | 1  |
| 2008 | Pekin   | 200 metrów stylem dowolnym            | 12 sierpnia | Półfinały    | 1:57,23    | 3  |
| 2008 | Pekin   | 200 metrów stylem dowolnym            | 13 sierpnia | Finał        | 1:54,82 WR |    |
| 2008 | Pekin   | 400 metrów stylem dowolnym            | 10 sierpnia | Kwalifikacje | 4:02,19 OR | 1  |
| 2008 | Pekin   | 400 metrów stylem dowolnym            | 11 sierpnia | Finał        | 4:04,56    | 5  |
| 2008 | Pekin   | Sztafeta 4x100 metrów stylem dowolnym | 9 sierpnia  | Kwalifikacje | 3:40,42    | 10 |
| 2008 | Pekin   | Sztafeta 4x200 metrów stylem dowolnym | 13 sierpnia | Kwalifikacje | 7:53,38 NR | 3  |
| 2008 | Pekin   | Sztafeta 4x200 metrów stylem dowolnym | 14 sierpnia | Finał        | 7:49,76 ER | 4  |
| 2008 | Pekin   | Sztafeta 4x100 metrów stylem zmiennym | 15 sierpnia | Kwalifikacje | 4:04,93    | 10 |

| Rok  | Miejsce | Konkurencja                           | Data        | Etap         | Czas    | Rk  |
| ---- | ------- | ------------------------------------- | ----------- | ------------ | ------- | --- |
| 2004 | Ateny   | 200 metrów stylem dowolnym            | 16 sierpnia | Kwalifikacje | 1:59,80 | 4   |
| 2004 | Ateny   | 200 metrów stylem dowolnym            | 16 sierpnia | Półfinały    | 1:58,02 | 1   |
| 2004 | Ateny   | 200 metrów stylem dowolnym            | 17 sierpnia | Finał        | 1:58,22 |     |
| 2004 | Ateny   | Sztafeta 4x100 metrów stylem dowolnym | 14 sierpnia | Kwalifikacje | 3:44,88 | 10  |
| 2004 | Ateny   | Sztafeta 4x100 metrów stylem zmiennym | 20 sierpnia | Kwalifikacje | DSQ     | DSQ |

### Mistrzostwa świata
| Rok  | Miejsce | Konkurencja                           | Data     | Etap         | Czas       | Rk |
| ---- | ------- | ------------------------------------- | -------- | ------------ | ---------- | -- |
| 2009 | Rzym    | 200 metrów stylem dowolnym            | 28 lipca | Kwalifikacje | 1:57,22    | 6  |
| 2009 | Rzym    | 200 metrów stylem dowolnym            | 28 lipca | Półfinały    | 1:53,67 WR | 1  |
| 2009 | Rzym    | 200 metrów stylem dowolnym            | 29 lipca | Finał        | 1:52,98 WR |    |
| 2009 | Rzym    | 400 metrów stylem dowolnym            | 26 lipca | Kwalifikacje | 4:01,96 CR | 1  |
| 2009 | Rzym    | 400 metrów stylem dowolnym            | 26 lipca | Finał        | 3:59,15 WR |    |
| 2009 | Rzym    | Sztafeta 4x200 metrów stylem dowolnym | 30 lipca | Kwalifikacje | 7:52,00    | 8  |
| 2009 | Rzym    | Sztafeta 4x200 metrów stylem dowolnym | 30 lipca | Finał        | 7:46,57 NR | 4  |

## Rekordy świata
| Data             | Miejsce   | Konkurencja           | Basen      | Rezultat    | Status                              |
| ---------------- | --------- | --------------------- | ---------- | ----------- | ----------------------------------- |
| 24 marca 2008    | Eindhoven | 400 m stylem dowolnym | 50-metrowy | 4:01,53 min | do 16 marca 2009 Joanne Jackson     |
| 27 czerwca 2009  | Pescara   | 400 m stylem dowolnym | 50-metrowy | 4:00,41 min | do 26 lipca 2009                    |
| 26 lipca 2009    | Rzym      | 400 m stylem dowolnym | 50-metrowy | 3:59,15 min | do 9 sierpnia 2014 Katie Ledecky    |
| 27 marca 2007    | Melbourne | 200 m stylem dowolnym | 50-metrowy | 1:56,47 min | do 28 marca 2007 Laure Manaudou     |
| 11 sierpnia 2008 | Pekin     | 200 m stylem dowolnym | 50-metrowy | 1:55,45 min | do 13 sierpnia 2008                 |
| 13 sierpnia 2008 | Pekin     | 200 m stylem dowolnym | 50-metrowy | 1:54,82 min | do 8 marca 2009                     |
| 8 marca 2009     | Riccione  | 200 m stylem dowolnym | 50-metrowy | 1:54,47 min | do 28 lipca 2009                    |
| 28 lipca 2009    | Rzym      | 200 m stylem dowolnym | 50-metrowy | 1:53,67 min | do 29 lipca 2009                    |
| 29 lipca 2009    | Rzym      | 200 m stylem dowolnym | 50-metrowy | 1:52,98 min | do 26 lipca 2023 Mollie O’Callaghan |
| 14 grudnia 2008  | Rijeka    | 200 m stylem dowolnym | 25-metrowy | 1:51,85 min | do 13 grudnia 2009                  |
| 13 grudnia 2009  | Stambuł   | 200 m stylem dowolnym | 25-metrowy | 1:51,17 min | do 7 grudnia 2014 Sarah Sjöström    |

## Wyróżnienia
- 2009: najlepsza pływaczka na Świecie
- 2009, 2010, 2011: najlepsza pływaczka w Europie

## Odznaczenia
- Order Zasługi Republiki Włoskiej (27 września 2004 r., Rzym)
- Order Zasługi Republiki Włoskiej (1 września 2008 r., Rzym)